# Otterön
Otterön (Utterön, lokal dialekt, med referens till utter), även Otterö, är en ö i Bohuslän, Västra Götalands län, Tanums kommun, Tanums socken. Otterön ligger sydsydväst om Grebbestad och är en populär sommarö med ett femtiotal fritidsbostäder och ett fåtal permanentboenden. Större delen av ön med omgivande vatten ingår i naturreservatet Otterön.   

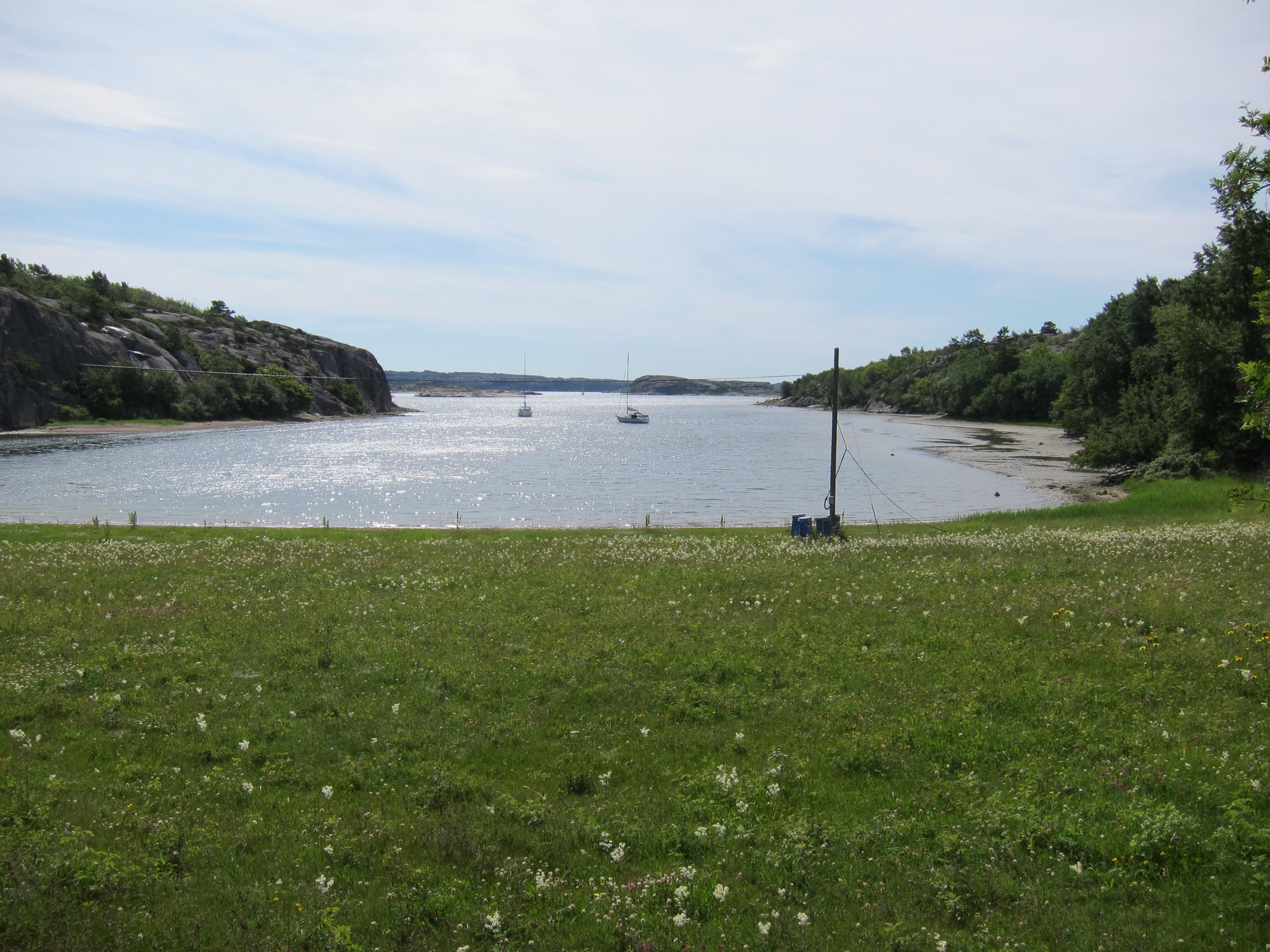
Södra Dyviks naturhamn. En populär hamn för seglare.

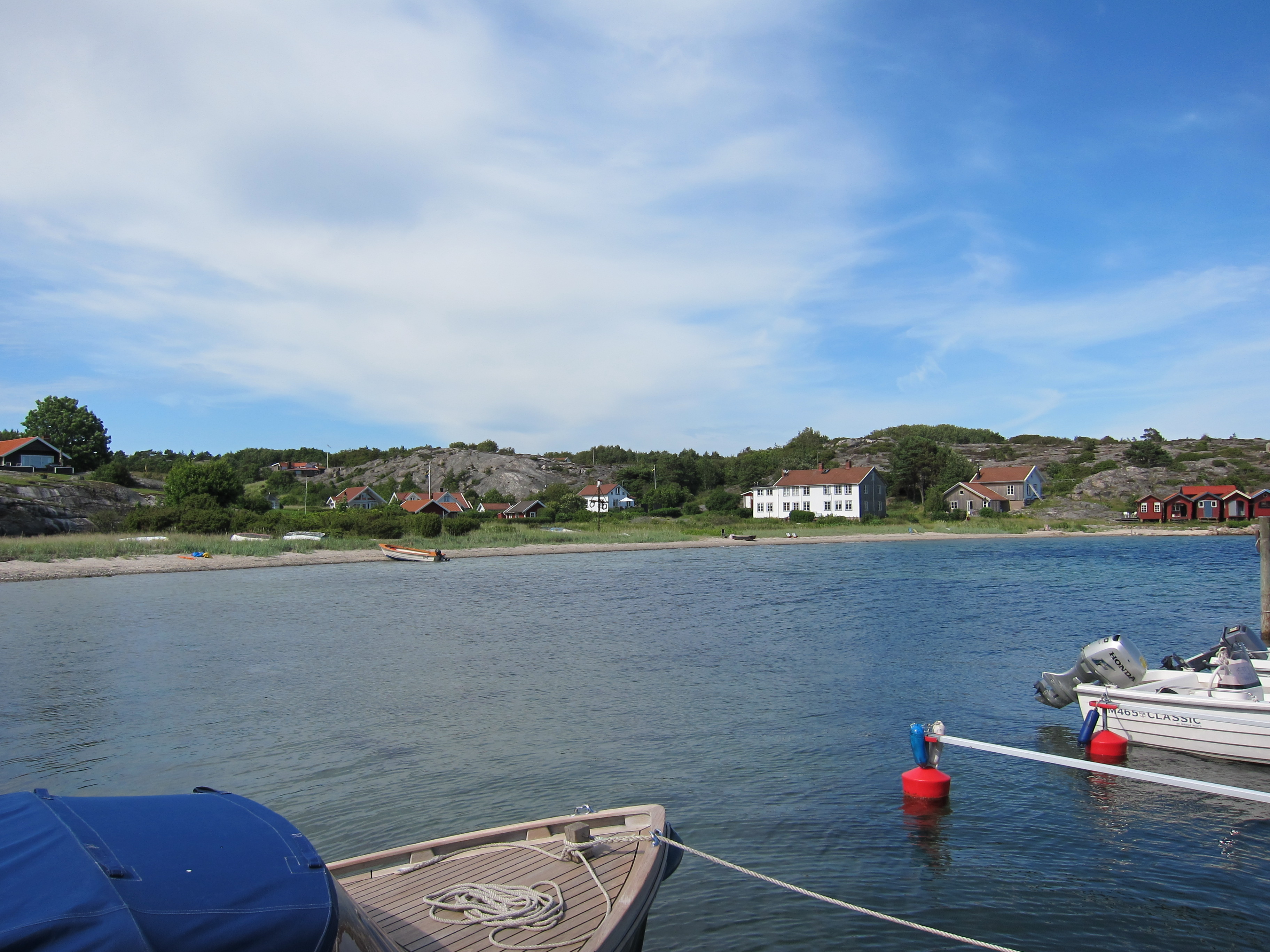
Otterön. Vy mot Katrineberg och snäckstranden. Den stora vita byggnaden är den f.d. stenhuggarbaracken.

## Historia
På Otterön finns fornlämningar av olika slag, varav de flesta är outforskade, bl.a. en forntida bosättning vid Katrineberg. Det äldsta skriftliga belägget för boendemiljö är från 1746, och under 1800-talet förekom självförsörjande jordbruk i liten skala. Efter en tid av sten- och snäckskalsindustri under sent 1800-tal och tidigt 1900-tal, är Otterön sedan 1950-talet en ö för fritidsboende och naturupplevelser. Ön har under perioder haft bofast befolkning; 1918 var den 60 personer och 1939 var den 39 personer. 

#### Stenindustri
I slutet av 1800-talet startade en omfattande stenindustri längst bohuskusten och även på Otterön. Av den speciella bohusgraniten producerades bl.a gravstenar, fasadsten, och gatsten. Materialet användes även som byggnadsmaterial till utbyggnad av rikets fästningar. I samband med denna industriella uppbyggnad köpte fiskexportören, entreprenören och markägaren Gustav A. Andersson - "Kundar´n", i Grebbestad, ansjovisinläggningens pionjär -  flertalet av de jordlotter som Otterön vid denna tid var inrutad i, och han blev ägare till större delen av ön. När fiskindustrin minskade i lönsamhet flyttade Andersson en av sina salteribyggnader till ön och byggde om den till arbetarbostad för stenhuggarna. Runt sekelskiftet inledde Andersson ett samarbete med stenindustribolaget Granit AB C. A. Kullgrens Enka vilket expanderade verksamheten. Även Fjällbacka Stenhuggeri var aktiva på Otterön.
Efter Anderssons bortgång övertogs verksamheten av sonen som tog namnet Wallentin. Stenindustrin blev senare olönsam och upphörde successivt på 1930-talet. Som mest sysselsatte stenbrytningen på Otterön cirka 40 personer. Spår av stenbrytningen finns på många platser på ön, men främst kring Katrineberg, där de största brotten finns. Stenbrytning skedde också i den närliggande hamnen Kämpersvik.

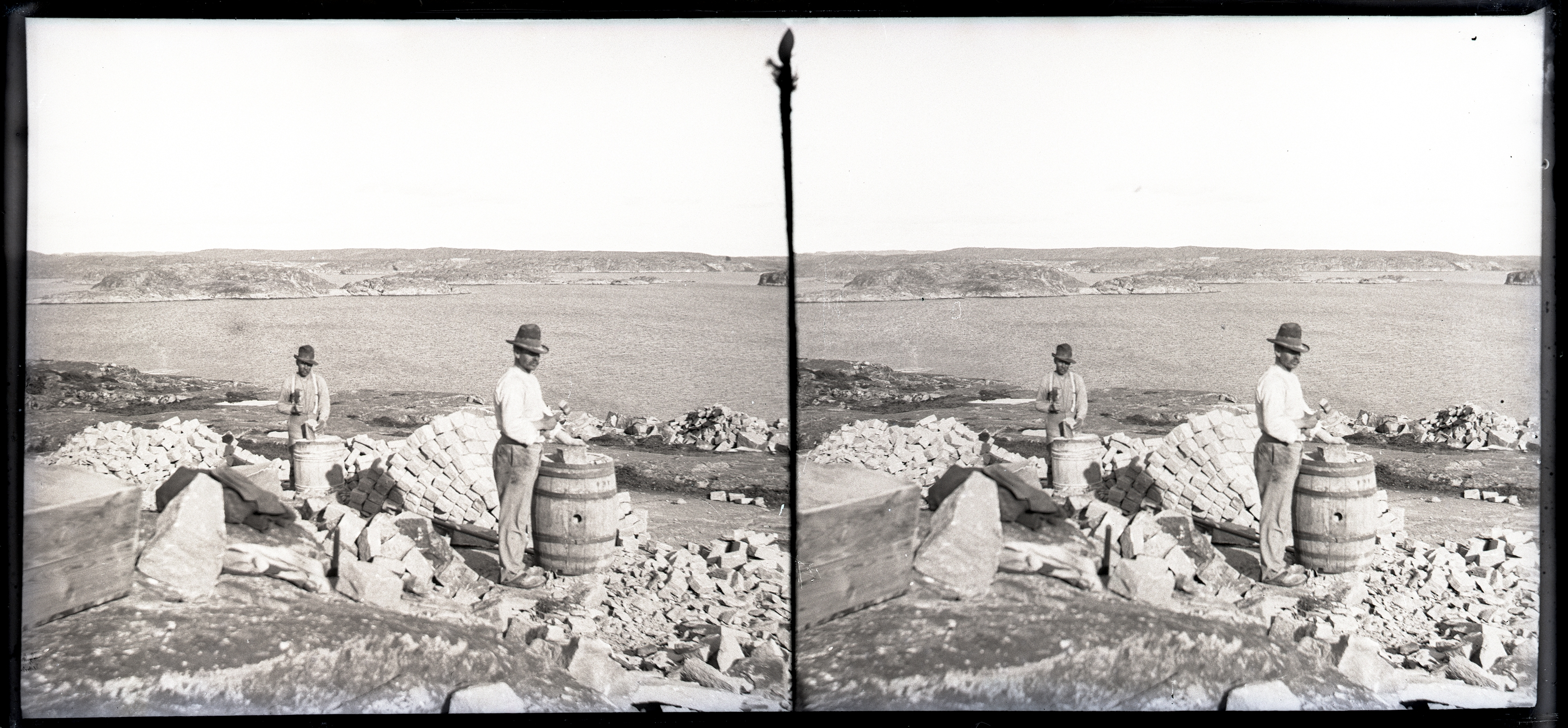
Stenhuggare vid Flaskevik, Otterön, vy mot Kaskär/Stora Brattholmen, 1902.

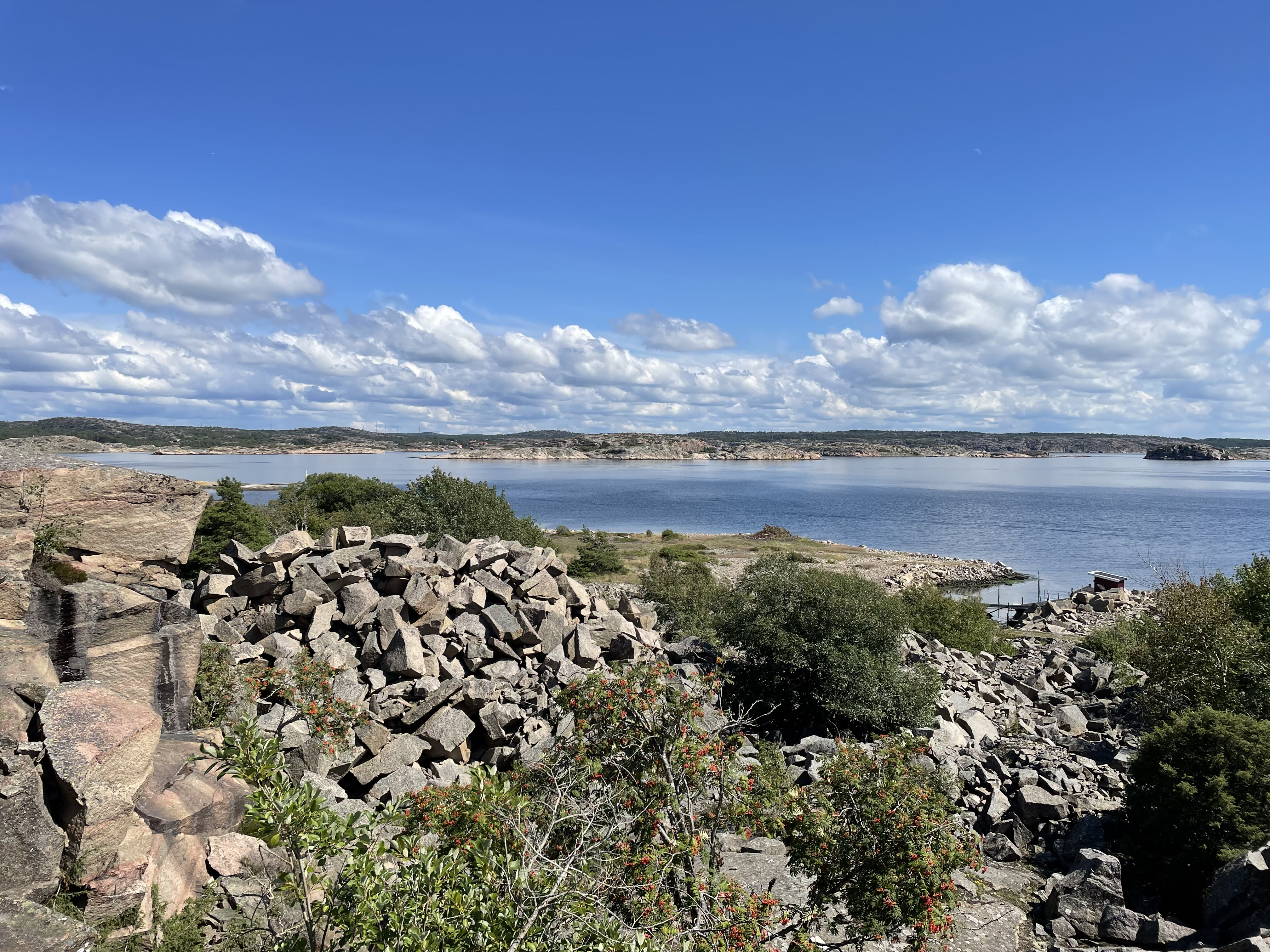
Övergivet stenbrott, Otterön

#### Snäckskalstäkt

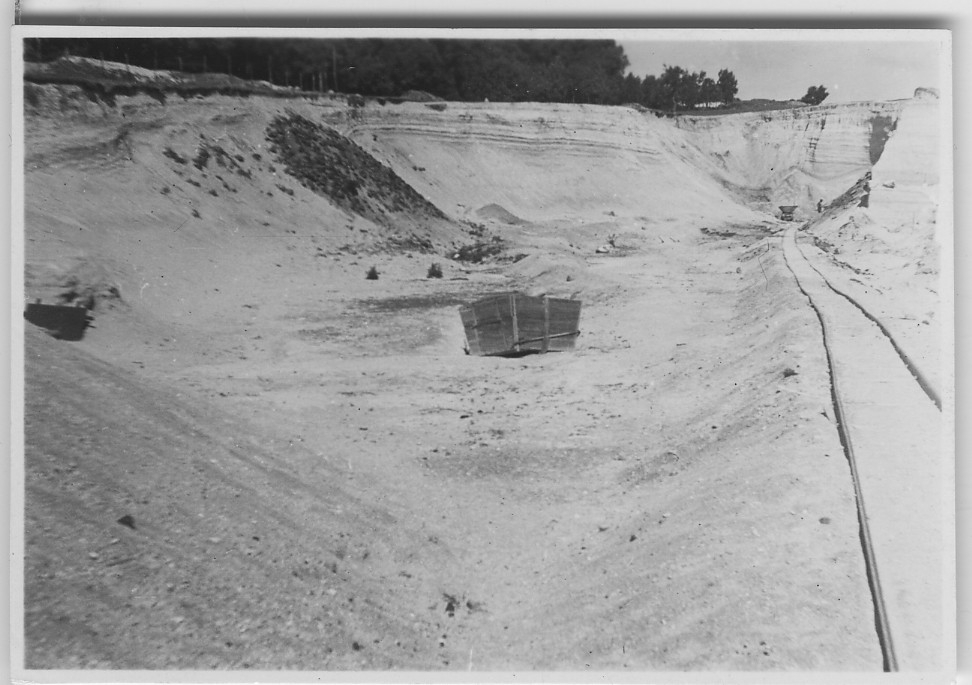
Dagbrott, snäckbanken på Otterön, räls och vagn. 1935

Under 1920-talet inleddes  täkt av snäckskal, vilket ledde till att skalbankens sydöstra del grävdes ut. Större delen av skalbanken, som sträcker sig hela vägen till Ängevik, är dock orörd.
Täkten var inledningsvis blygsam, med en båtlast skal om dagen, som främst gick till Surte glasbruk. Bröderna Steene AB i Uddevalla övertog verksamheten 1925 och drev upp produktionen till 100 ton om dagen, vilket främst gick till hönsfoder under produktnamnet "Diamantskal". Materialet fördes ut med en enkel järnväg av decauvilletyp med tippvagnar. Då endast de grövsta skalen var användbara till detta blev resten efter siktning spill, som tippades i viken nedanför, och på så sätt växte dagens bortemot tvåhundra meter långa "tropikstrand" successivt fram.
Dagbrottet är fortfarande synligt, även om det idag till största delen är beväxt. Spår av de gamla utskeppningsbryggorna finns kvar på och kring stranden i Katrineberg och vissa byggnader, bland annat en före detta arbetarbostad för stenhuggare, stenhuggarbaracken, finns kvar och används som flerfamiljsfritidsbostad.

Täkt av snäckskal i Bohuslän, främst i trakten av Uddevalla, uppmärksammades på grund av det stora ingreppet i naturen som brytningen innebar, och i slutet av 1930-talet avbröts brytningen och skalbankarna i uddevallatrakten fridlystes. I samband med denna fridlysning avbröts även verksamheten på Otterön. 

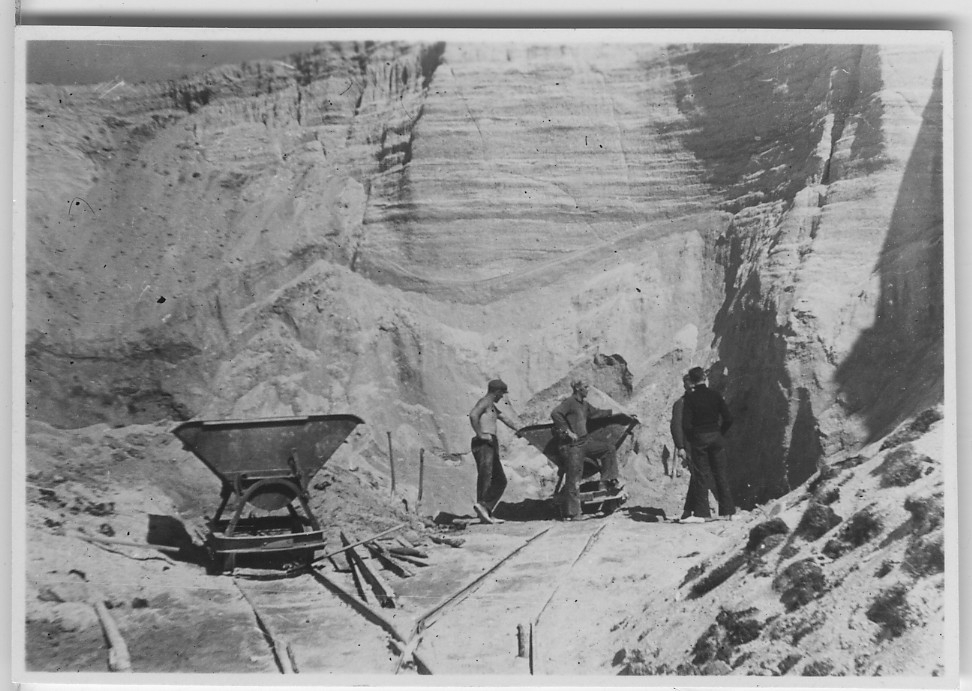
Dagbrott, snäckbanken på Otterön, maskiner, räls och 4 arbetare, 1935.

## Sjöfart
Sedan 1949 finns på öns nordvästra sida, vid Holländarbågen, en obemannad ledfyr som är en del av Strömstadsleden, det vill säga farleden Fjällbacka - Strömstad. Fyren är placerad SO om farleden, vit sektor 087 - 093 grader leder fritt till fyren Stångeskär.

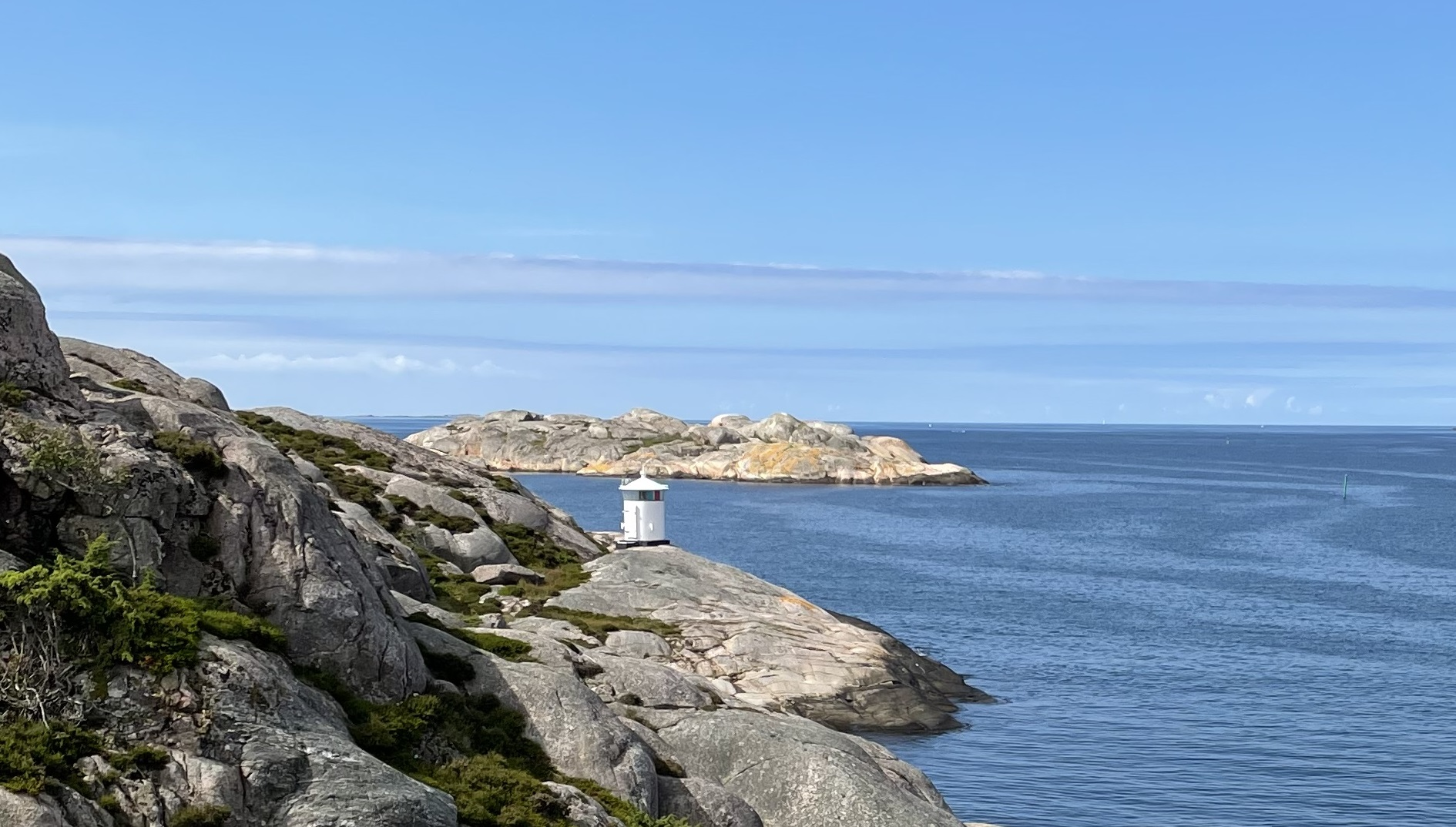
Otterö fyr, Otterön, Vit sektor 087 - 093 grad leder fritt till fyren Stångeskär.

Sedan 2021 bedrivs livsmedelsproduktion i vattnen söder Otterön i triangeln Kartnäbban (Otterö) - St Måkholmen - Hummerskär.

## Geologi och växtlighet

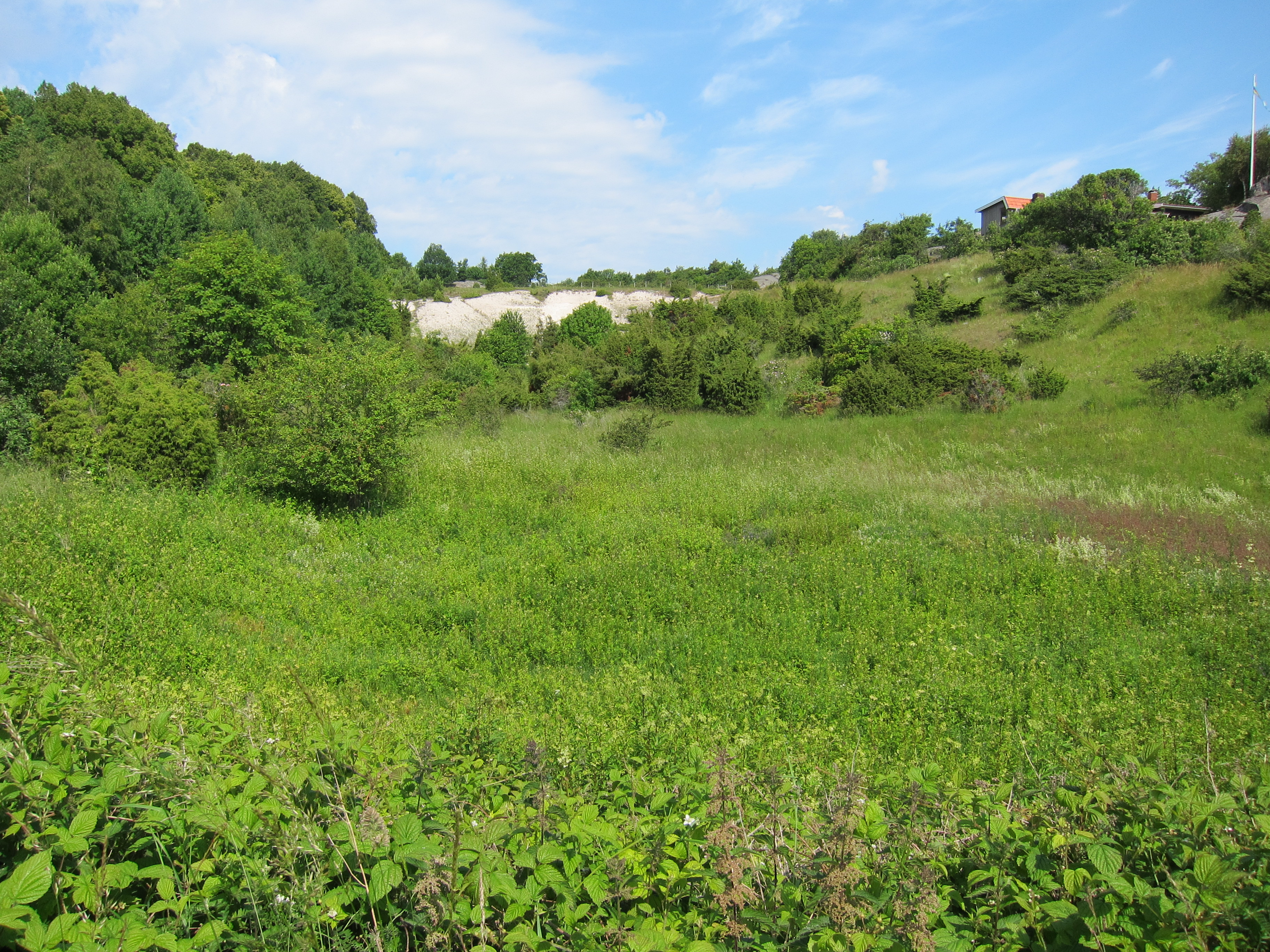
Dagbrott, Otterön 2017. Det vita fältet i bakgrunden är den enda delen av snäckskalsbanken som fortfarande är i dagen.

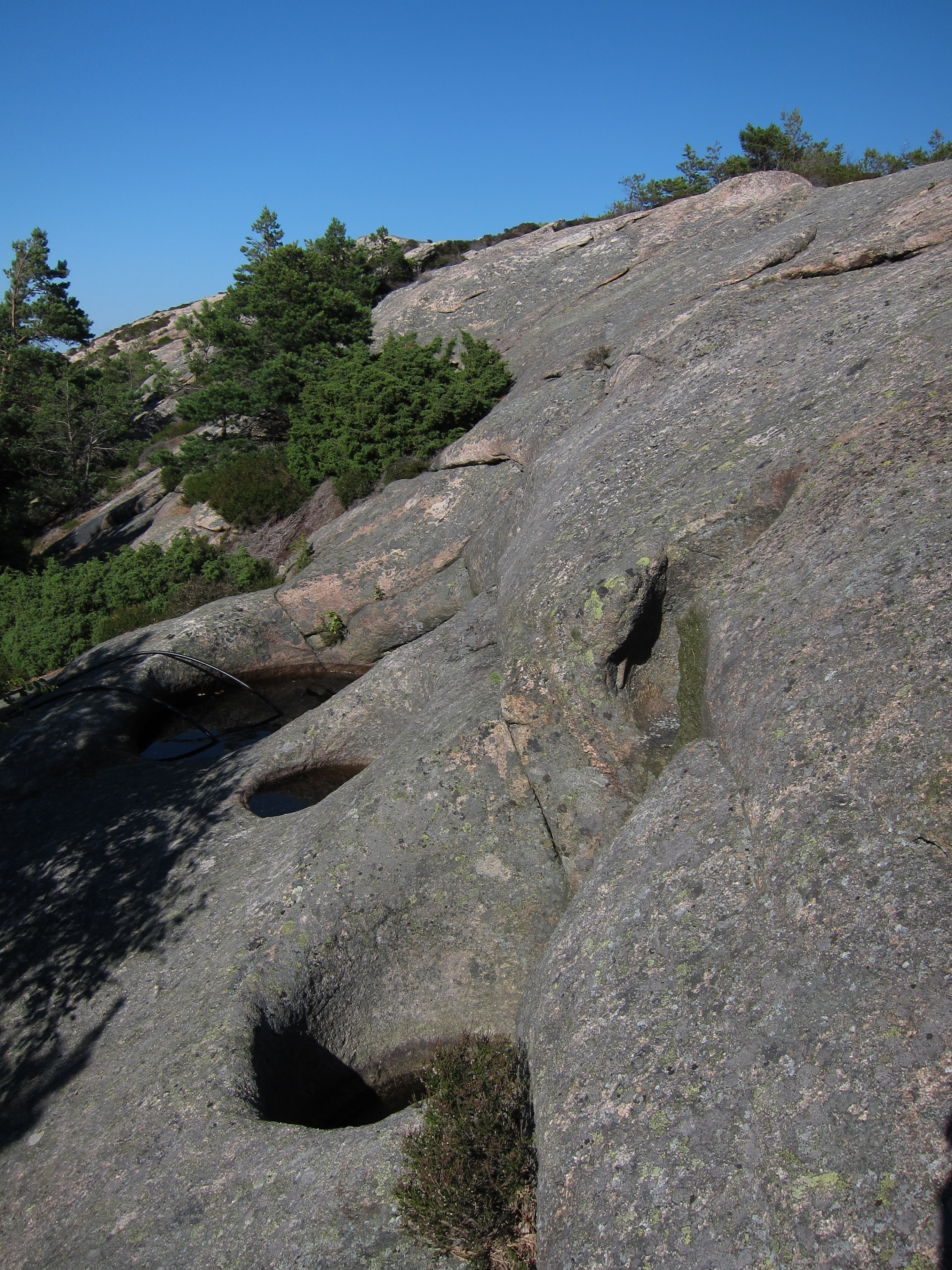
Jättegrytor.

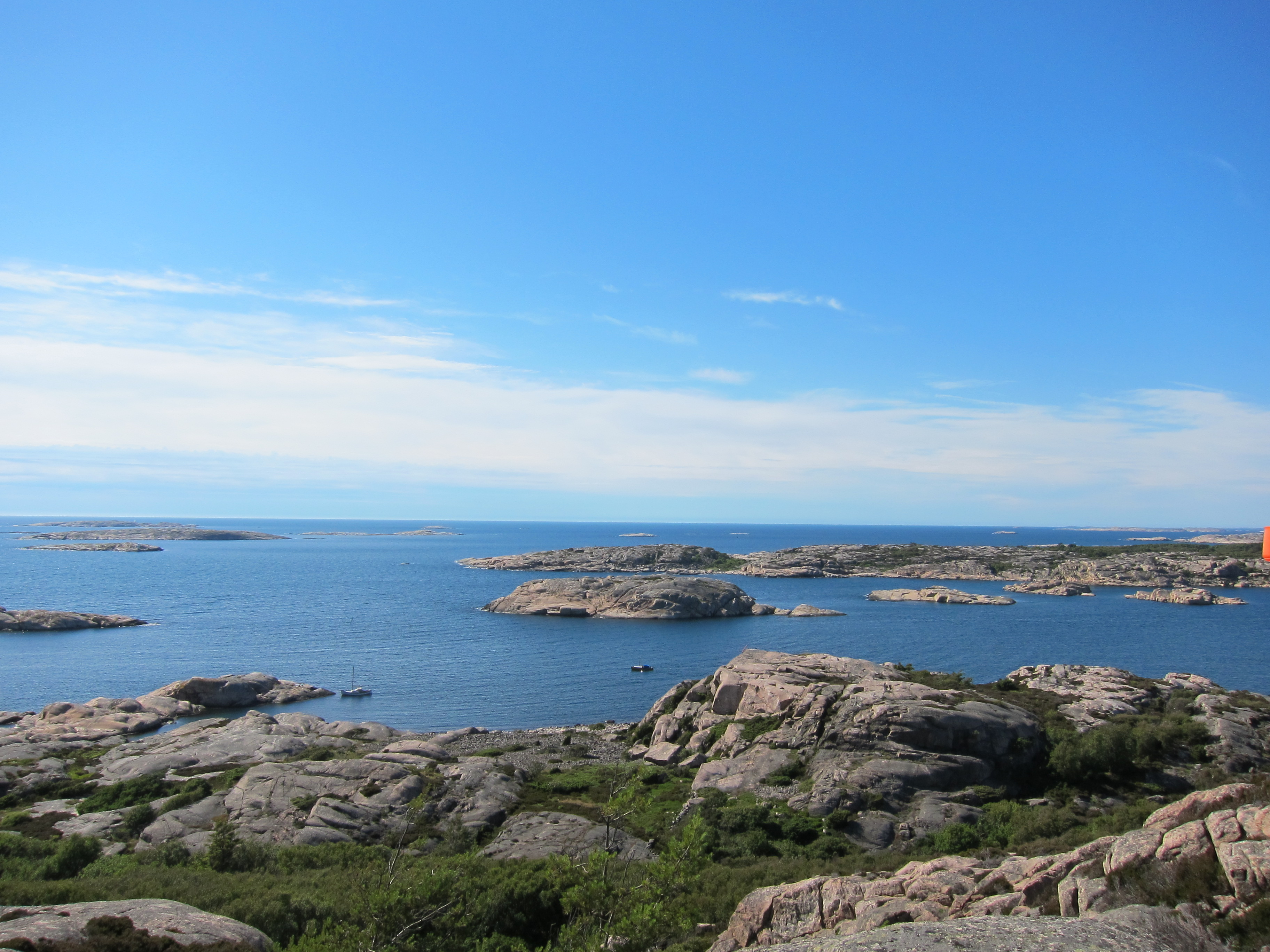
Otteröns västra sida, vy mot havet.

Berggrunden på Otterön består av bohusgranit som här är av två olika typer. I både granittyperna finns brottstycken av en äldre berggrund av amfibolitkaraktär. Ett flertal numera övergivna stenbrott förekommer, främst i den grå graniten. De största brotten finns vid Katrineberg. För övrigt karaktäriseras Otterön av omfattande hällmarker med ljunghed. Topografi är omväxlande med kala bergstoppar och lummiga dalsänkor mellan dessa.
Ön är uppdelad i ett antal fastigheter som är i privat ägo, men naturvårdsverket äger också en stor fastighet. 

#### Jättegrytor
På öns nordvästra sida finns jättegrytor. Dessa kan vara svåra att finna och deras ursprung och uppkomst är inte helt kända.

#### Skalbank
Mitt på ön finns en av Sveriges största postglaciala skalgrusbankar. Skalbanken är till del utgrävd, men större delen av banken är orörd. Till skillnad från bankarna i uddevallatrakten är den inte fridlyst.

#### Växtlighet
Redan 1742 beskrev botanikern Pehr Kalm Otteröns rika kalkgynnade flora. Växtligheten på Otterön är mycket rik, och på ön finns åtskilliga orkidéarter, till exempel Jungfru Marie nycklar, ängsnycklar, brudsporre, honungsblomster och tvåblad. På torrängarna växer backsmultron, brudbröd, backglim, backsmörblomma, backvial och nässelklocka. Ängarna hålls öppna tack vare bete och och aktiva skötselåtgärder. Rika lövskogsområden inramar dalsidornas branter på många håll.

#### Rikkärr
En liten yta med öppet rikkärr finns på Otterön. Naturtypen är lokal för Natura 2000-arten kalkkärrsgrynsnäcka och en av lokalerna för Natura 2000-arten smalgrynsnäcka. Här finns också bland annat den typiska arten ängsstarr.

## Naturreservat
Största delen av ön är sedan 1967 naturreservat och som sådant skyddat mot exploatering. Privatbostäderna är därför koncentrerade till ett område kring Katrineberg, som ligger utanför naturreservatet. Det skyddade området är 629 hektar stort. Sedan år 1997 omfattas naturreservatet Otterön av EU:s habitatsdirektiv för skydd av särskilt skyddsvärda miljöer, Natura 2000. Naturreservatet Otterön förvaltas av Västkuststiftelsen på uppdrag av länsstyrelsen. 

#### Projektet Life RestoRED
Projektet LIFE RestoRED har pågått på Otterön sedan 2023 och beräknas vara avslutat 2027. Arbetet syftar till att restaurera skötselkrävande naturtyper, mestadels betesmarker och slåtterängar och utförs inom Natura 2000-områden. Naturtyperna som restaureras finns med på den rödlista för naturtyper som EU tagit fram. Arbetet som omfattas av den här restaureringsplanen utförs av Länsstyrelsen i Västra Götaland.

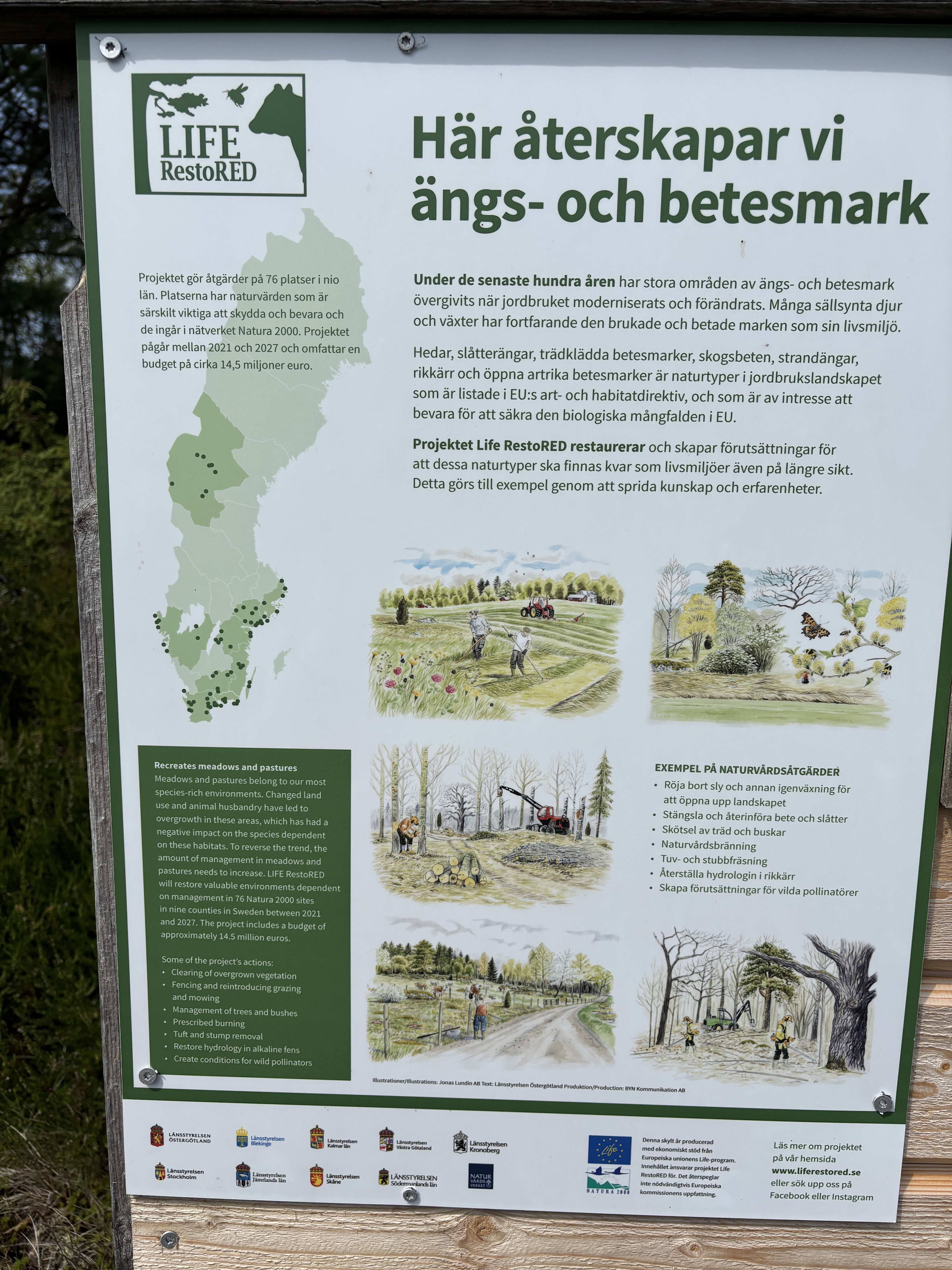
Informationsskylt Life restored, Flaskevik, Otterön

#### Reservatsföreskrifter
Inom naturreservatet är det enligt reservatsföreskrifterna inte tillåtet att:
- plocka blommor och gräva upp växter,
- medföra lös (okopplad) hund
- campa
- göra upp eld
- skräpa ned med glas, plåt, plast, papper och annat avfall
- störa fågellivet, exempelvis genom att under häckningstid fotografera eller filma fåglar och fågelbon på nära håll.

## Bebyggelse
Bebyggelsen består i huvudsak av fristående bostadshus, varav ett fåtal används för året runt boende. I hamnen finns sjönära sjöbodar vilka är typiska för skärgården i bohuslän. 1961 påbörjades planerna för att skapa ett naturreservat på Otterön och länsstyrelsen beslutade då om begränsningar av bebyggelse i avvaktan på ärendets slutliga prövning, vilket skedde 1967. I samband med beslutet upprättades en byggnadsplan som kraftigt begränsade möjligheterna för vidare exploatering.

## Jakt och fiske

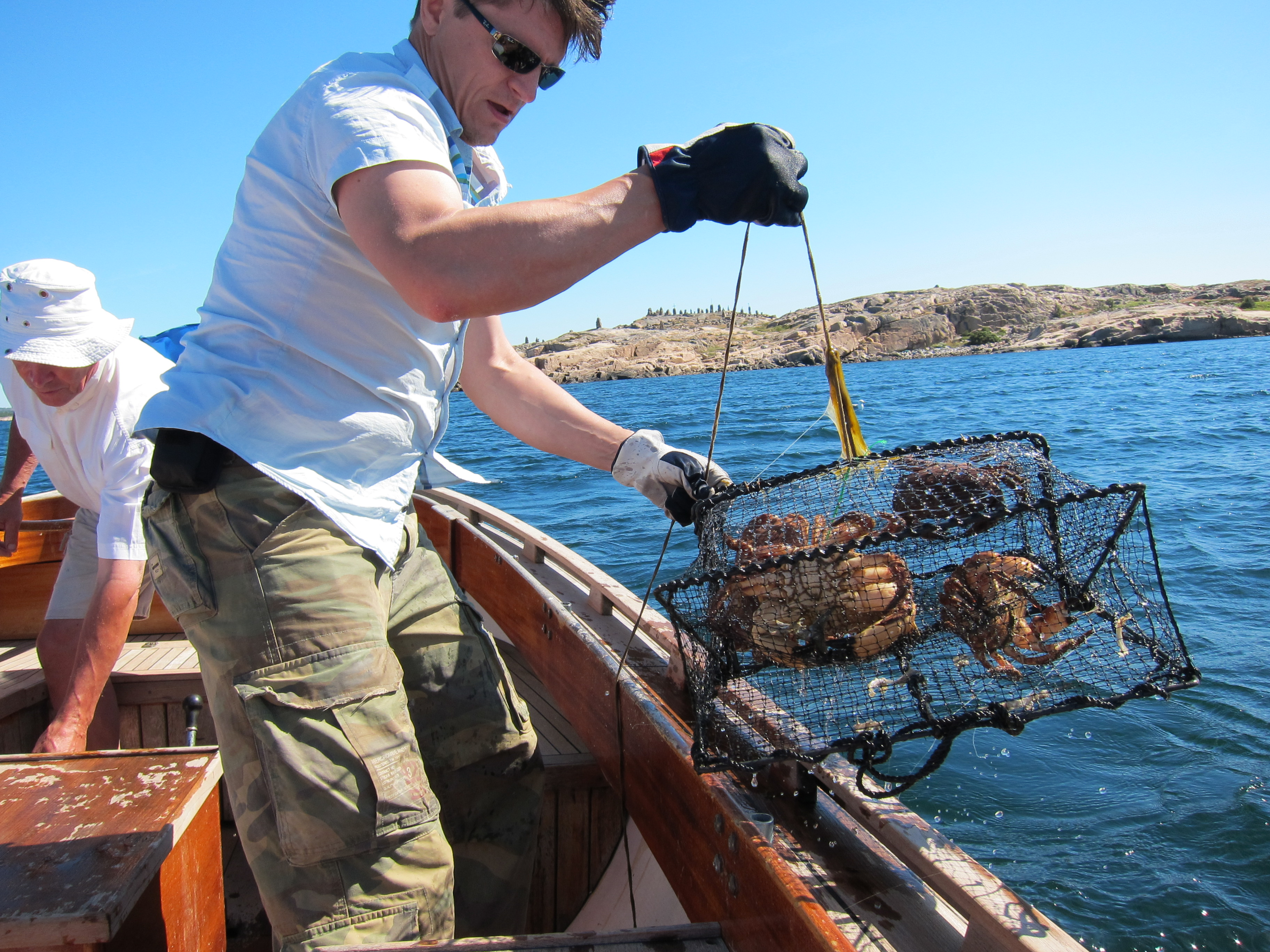
Krabbfiske vid Stora Brattholmen, öster om Otterön.

På ön finns småvilt, rådjur och inplanterade mufflonfår. Det förekommer även vildsvin, som på något okänt sätt tagit sig till ön. Vildsvin har inte tidigare förekommit på Otterön. Jakträtten innehas av markägarna som organiserar jaktlag. 
Fisket på västkusten är generellt sett fritt för privatpersoner. Hummerfiske är förbjudet från 1 december till den första måndagen efter den 20 september kl. 07.00. För den som bedriver fiske med stöd av fiskelicens gäller dock förbudet från den 1 januari till den första måndagen efter den 20 september kl. 07.00.

## Strategisk läge
Vid andra världskrigets utbrott inleddes en hastig utbyggnad av det Svenska försvaret. Bohuskustens närhet till Norge och skagerack medförde ett utsatt läge och  i Grebbestad byggdes ett försvar för hamnen upp. Otterön utgör en kanalisering från söder som fartyg behöver passera för att nå hamnen i Grebbestad, och därför byggdes försvarsställningar även på Otterön. Mycket lite är känt om dessa ställningar, men vissa spår finns fortfarande kvar.

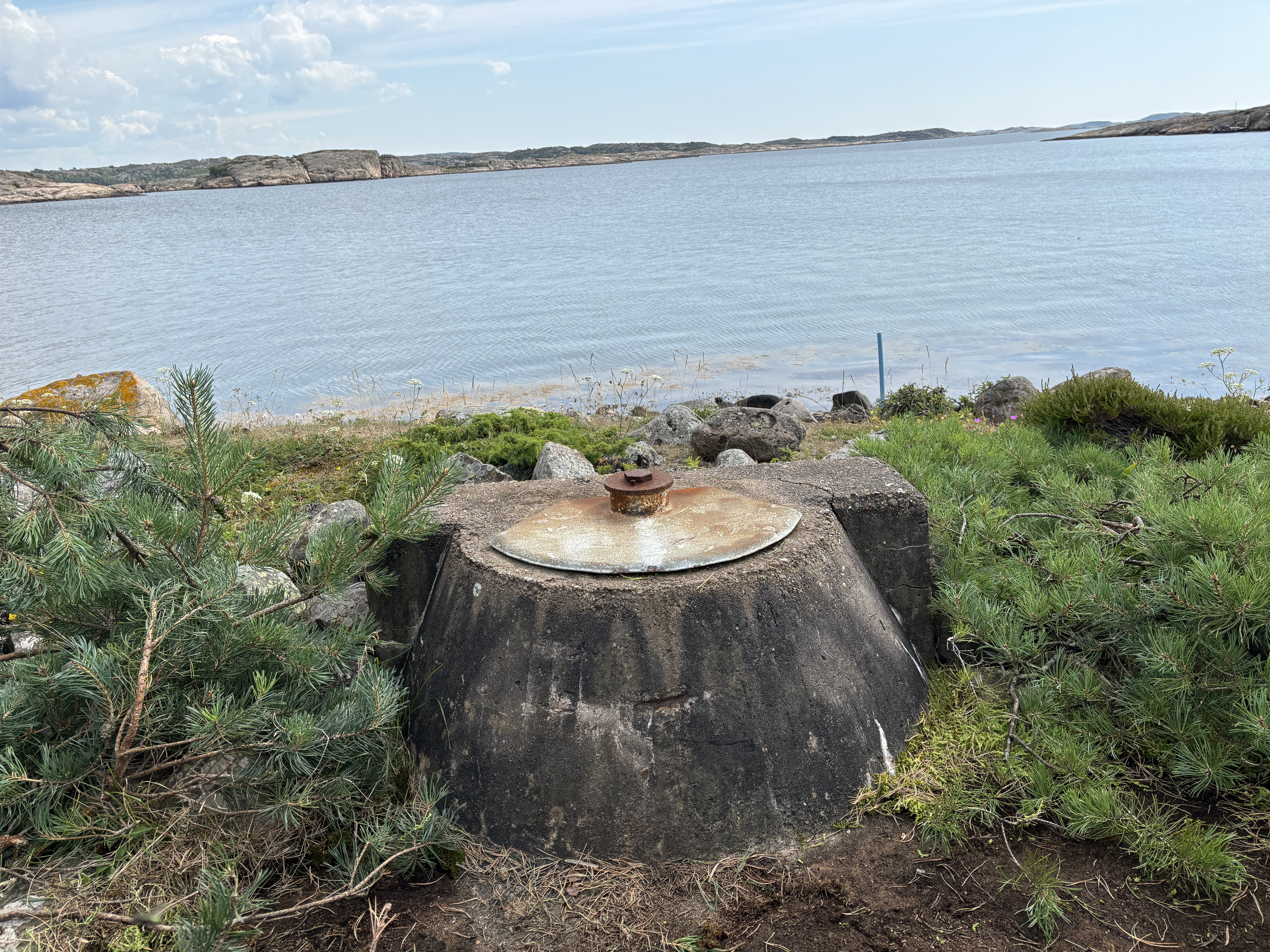
Fundament med okänd funktion

## Fornlämningar
På Otterön finns ett flertal fornlämningar, bland annat sex stycken dokumenterade fornminnesskyddade rösen av okänt ursprung. 

### Röstenen
På den nord-västra delen av Otterö har en av Bohusläns få runstenar hittats, den så kallade Röstenen. Den ursprungliga platsen för stenen är okänd och idag står en kopia av stenen på den västra delen av Otterön vid Rö (Röd). Originalet finns på Historiska museet i Stockholm.

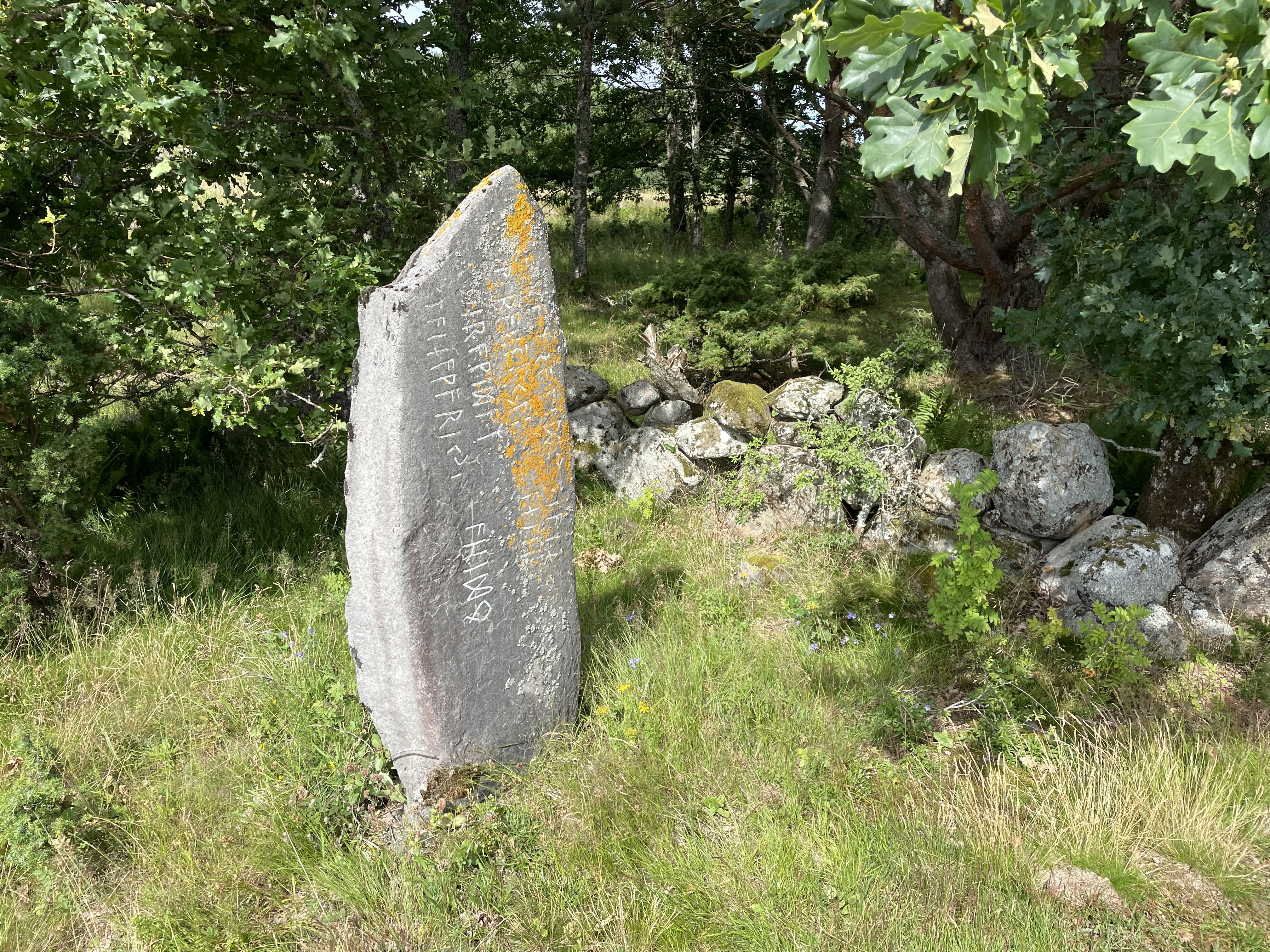
Röstenen, Otterön.

Tolkningen av texten på Röö-stenen är omstridd och flera olika tolkningar har gjorts sedan stenen påträffats. Inskriften kan förenklat tolkas som:

swabaharjar
sairawidar
stainawarijarfahido
ekhrararsatidostaina anai u r
Översatt till modern svenska skulle texten möjligen kunna översättas till:
Svabaharjar blev förråd. Stainawarijar ristade. Hrarar reste stenen för evig tid.

#### Otteröhamn
Sedan cirka 1500 finns en dokumenterad kustled, den nord–sydgående kustleden, vilken finns beskriven i seglingsanvisningar och sjökort från 1500-talet och framåt. Otteröhamn var en av etapphamnarna utmed denna led. Hamnen omtalas redan i slutet av 1500-talet som ”Otterklofuen” av den norske prästen Peder Claussøn Friis (1881:279).
Otterö hamn är en populär naturhamn för fritidsbåtar. 

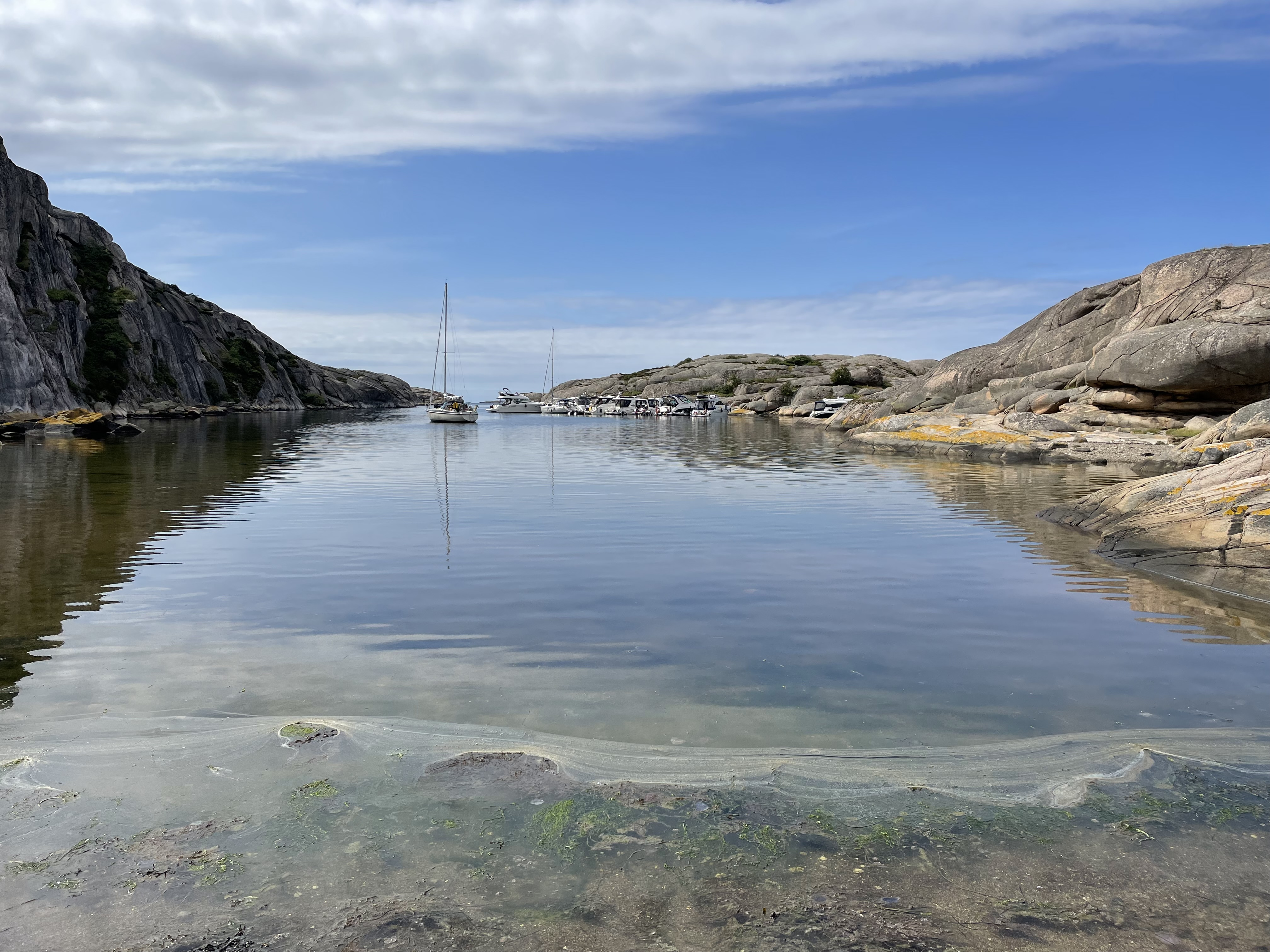
Otterö hamn, Otterö

#### Ödekyrkogård
I området vid Otteröhamn, belägen på öns västra sida finns en igenväxt ödekyrkogård. Platsens avskilda läge antyder att det kan röra sig om en pestkyrkogård eller förlisningskyrkogård.

#### Forntida bosättning
Vid snäckskalsbankens övre del, som inte är utgrävd, finns lämningar av en forntida bosättning.

## Personer från ön
Öbon Siv Sjöstrand - "Siv på Rö" - var bekant med Evert Taube och 1954 besökte han därför Otterön. Taube hyrde en enklare stuga, ett "hönshus", av öbon Hedvig Niklasson, även hon bosatt på Röö. Här skrev han bland annat Solig morgon och Så länge skutan kan gå.
Bekantskapen med Siv Sjöstrand medförde en skriftväxling, och dessa brev överlämnades sommaren 2007 till Evert Taubes arkiv vid Göteborgs universitetsbibliotek.
En av de tongivande familjerna på ön är släkten Wintzell. Bruno Wintzell tillbringade del av sin barndom på ön.